# Chinesisches Großes Mausohr
Das Chinesische Große Mausohr (Myotis chinensis) ist eine Art der Mausohren (Myotis) innerhalb der Fledermäuse (Chiroptera). Sie ist über Teile der Volksrepublik China sowie im Norden Südostasiens verbreitet.

## Merkmale
Das Chinesische Große Mausohr erreicht eine Kopf-Rumpf-Länge von 91 bis 97 Millimetern und eine Schwanzlänge von 53 bis 58 Millimetern. Die Hinterfüße haben eine Länge von 16 bis 18 Millimeter. Die Ohren messen 20 bis 23 Millimeter. Insgesamt handelt sich entsprechend um eine vergleichsweise große Fledermausart. Die Unterarmlänge beträgt 64 bis 69 Millimeter, der Calcar ist lang und ungekielt. Das Rückenfell ist dunkel olivbraun, an den Seiten befindet sich eine braungraue oder schwarzgraue Streifung, die in die dunkelgraue Bauchfärbung mit blasseren Haarspitzen übergeht.
Der Schädel hat eine Gesamtlänge von etwa 23 Millimeter, er ist schlank und zugleich robust gebaut. Der dritte obere Prämolar P3 ist gegenüber der Zahnreihe leicht versetzt.

## Verbreitung

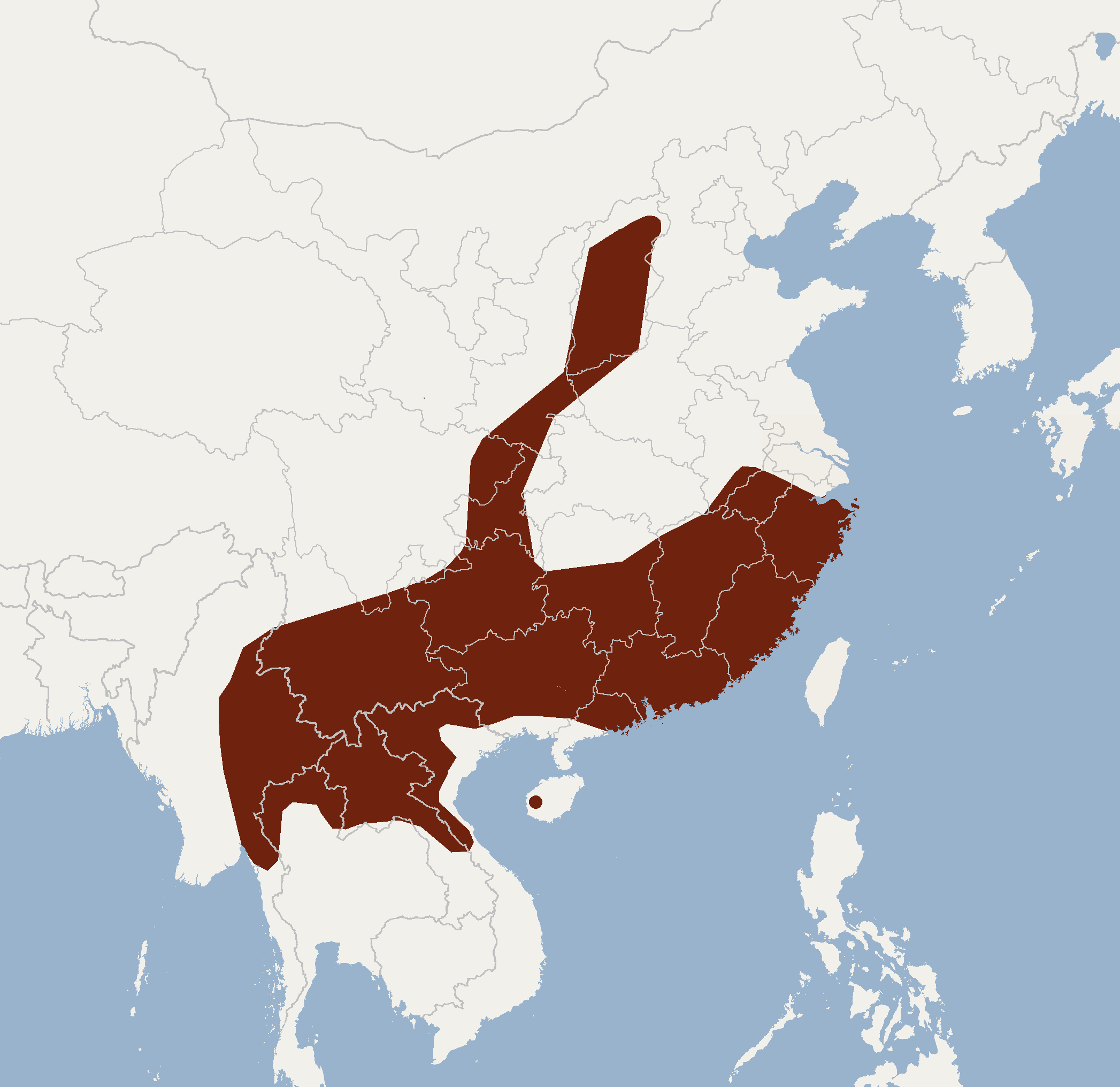
Verbreitungsgebiete des Chinesischen Großen Mausohrs (entsprechend Angaben der IUCN)

Das Chinesische Große Mausohr über Teile der zentralen und südöstlichen Volksrepublik China sowie im Norden Südostasiens in Thailand, Myanmar und Vietnam verbreitet. Ob sie auch im Norden von Laos vorkommt, ist ungeklärt. In China ist sie in den Provinzen Jiangsu, Jiangxi, Guangdong, Guangxi, Fujian, Hainan, Hunan, Zhejiang, Sichuan, Guizhou und Yunnan sowie in Hongkong nachgewiesen. 

## Lebensweise
Über die Lebensweise und ökologischen Ansprüche der Fledermausart liegen nur wenige Angaben vor. Sie leben in verschiedenen Habitaten vom Flachland bis in die Gebirgsregionen. Wie die meisten Fledermäuse ernähren sie sich von Insekten. Die Überwinterung und Rast findet vor allem in Höhlen statt, in Südostasien wurden die Tiere meist in kalksteinreichen Gebieten in der Nähe von Wasserläufen gefunden.

## Systematik
Das Chinesische Große Mausohr wird als eigenständige Art den Mausohren (Gattung Myotis) zugeordnet. Die wissenschaftliche Erstbeschreibung stammt von Robert Fisher Tomes aus dem Jahr 1957, der sie anhand von Individuen aus dem südlichen China beschrieb. In früheren Arbeiten wurde die Art teilweise als Unterart des Großen Mausohrs (Myotis myotis) betrachtet.
Innerhalb der Art wird neben der Nominatform M. chinensis chinensis teilweise als zweite Unterart M. chinensis luctuosus Allen, 1923, unterschieden.

## Gefährdung und Schutz
Die Art wird von der International Union for Conservation of Nature and Natural Resources (IUCN) aufgrund des großen Verbreitungsgebietes und des regelmäßigen Vorkommens als nicht gefährdet („least concern“) eingestuft. Bestandsgefährdende Risiken für die Art bestehen nicht.

## Belege
1. 1 2 3 4 5  Don E. Wilson Large Myotis. In: Andrew T. Smith, Yan Xie: A Guide to the Mammals of China. Princeton University Press, 2008; S. 374–375, ISBN 978-0-691-09984-2.
2. 1 2 3  Myotis chinensis in der Roten Liste gefährdeter Arten der IUCN 2017-3. Eingestellt von: G. Csorba, P. Bates, N. Furey, 2008. Abgerufen am 22. Januar 2018.
3. 1 2 3  Don E. Wilson & DeeAnn M. Reeder (Hrsg.): Myotis chinensis in Mammal Species of the World. A Taxonomic and Geographic Reference (3rd ed).